# Luc Ducalcon
Luc Ducalcon (Tours, 2 gennaio 1984) è un ex rugbista a 15 francese, che giocava nel ruolo di pilone.

## Biografia
Cresciuto n La Rochelle, esordì in Top 14 nel 2005 con il Narbona, per poi, dopo due stagioni, trasferirsi al Castres.
Esordiente in nazionale francese nel 2010 (primo incontro nel corso del Sei Nazioni a Edimburgo contro la Scozia), ha vinto il Torneo di quell'anno e ha preso parte anche a quello della stagione successiva e, a seguire, alla Coppa del Mondo di rugby 2011 che la Francia ha concluso con il secondo posto finale.

## Palmarès
- Campionati francesi: 1
Racing Métro 92: 2015-16